# Los Santos de la Humosa
Los Santos de la Humosa ist eine Gemeinde im östlichen Teil der autonomen Gemeinschaft Madrid.

## Sehenswürdigkeiten
- Iglesia de San Pedro